# Jamie McNeair
Jamie McNeair (* 26. Juni 1969 in Buffalo) ist eine ehemalige US-amerikanische Siebenkämpferin.
1995 wurde sie bei den Leichtathletik-Hallenweltmeisterschaften in Barcelona Neunte im Fünfkampf und siegte bei den Panamerikanischen Spielen in Mar del Plata.

## Persönliche Bestleistungen
- Siebenkampf: 6374 Punkte, 30. Juli 1995, Colorado Springs
- Fünfkampf (Halle): 4409 Punkte, 10. Februar 1995, Moscow